# 北京青年报
《北京青年报》是中国共青团北京市委机关报，1949年创刊，由北京青年报社编辑出版，是北京地区发行量最大的报刊和都市类报纸之一。 自创刊以来，它历经三次停刊，三次复刊，1981年第三次复刊。

## 发展历程
1949年，北平和平解放后不久，共产党认识到青年在夺取全国胜利的关键作用，想要创办一份联系青年教育青年的报纸。战争年代缺乏独立创报的条件，于是北京市委决定在由《人民日报》（北平版）改版的《北京解放报》第五版上以专版形式创办《北京青年》。 3月21日，《北京青年》作为北平团市工委的机关刊物正式创刊。
此后三十多年间，《北京青年报》由于向筹建中的其它报纸输送人力物力支援，及自然灾害等原因，三次停刊。
1980年代十一届三中全会后拨乱反正，1980年中共北京市委常委会批准团市委对恢复《北京青年报》的申请。1981年7月3日第三次复刊时，《北京青年报》只是一个处级的小报，地位很低。当时，《北京青年报》是只有26万元开办费，四开四版的周报，发行量很小，邮局订阅量也仅为29000份，報社在一个半地下室旧库房办公。
1990年底，《北京青年报》提出以日报为目标的五年规划作为发展纲要。1992年邓小平南巡讲话後，《北京青年报》先后创办了《青年周末》和《新闻周刊》，報社還在《青年周末》上販賣广告。《青年周末》的发行带动了《北京青年报》从机关报向市场报的转变。1994年7月，《北京青年報》正式改为日报发行。1995年，在《新闻周刊》开设了“汽车时代”，“广厦时代”，“电脑时代”等专刊。1996年，《北京青年报》改为自主合作发行，并成立北京小红帽报社发行服务有限责任公司。1997年起，《北京青年报》成为北京第一家自主合作发行的日报，邮发升至十几万份 。
进入到21世纪初，《北京青年报》出現危机，2001年征订量下降20％以上，发行量在北京首次跌落30万份。为了应对危机，《北京青年报》开始全面改版，分成了A,B,C三大叠，形成规范整齐的版组，使得报纸内容更加清晰合理，便于读者阅读。报社组织结构也经历了改革，采取以编辑为主导，采编分离的做法。《北京青年报》常务副总编辑孙伟表示，“编辑部的组成结构，对报社的高速运作来说是非常重要的”，“还有一个重要原因，这就是防止采编合一会导致的发一些走后门，以权谋私的关系稿的可能性” . 在全国文化体制改革的北京下，《北京青年报》也在2001年为上市做准备，成立了股份公司，并在2004年12月22日于香港上市，成为中国内地主流传媒企业上市的“第一股”。後《北京青年报》通过投资、收购、兼并等方式成为拥有10报2刊2网及若干下属公司的传媒集团。。2014年开始，北京青年报開設“政知”系列（“政知见”、“政知道”、“政知圈”）、“团结湖参考”、“教育圆桌”、“北青深一度”、“很北京”、“财迷到家”、“体坛叨sir”、“文化客”、“北青艺评”等近30个微信公眾號。
2021年6月13日，北京青年报划转给了《北京日报》报业集团。